# Marina Imbrogno
Marina Imbrogno (* 11. Juli 1980 in San Martín) ist eine argentinische Handballspielerin, die vor allem in der Disziplin Beachhandball erfolgreich war.

## Hallenhandball
Imbrogno spielte zunächst bis 2008 für SAG Villa Ballester. Mit dem Verein wurde sie 2003 Meisterschaftsdritte, 2008 wechselte sie zu Asociación Deportiva de Handball Nuestra Señora de Luján innerhalb der höchsten argentinischen Liga, wo sie bis 2020 spielte. Nachdem sie in der Hinrunde (Apertura) Vizemeisterin geworden war, gewann sie den Titel der Rückrunde (Clausura). 2010 gewann sie mit ihrer Mannschaft das Super-4-Finalturnier um die argentinische Meisterschaft, 2014 erneut. Hinzu kommen Vizemeisterschaften in den Hinrunden 2010 und 2014, den Rückrunden 2011, 2014 und 2015 sowie beim Pokalwettbewerb der Region Buenos Aires, Copa FeMeBal, 2015. Im Frühjahr 2022 kehrte sie im Alter von 41 noch einmal zum Spitzenverein Handball Ce.De.M. in Caseros.

## Beachhandball
Nach einem ersten Versuch bei den ersten Pan-Amerikanische Meisterschaften 2004 dauerte es bis 2008, dass Argentinien mit Nachdruck am Aufbau einer Beachhandball-Nationalmannschaft mit einem komplett neuen Spielerinnenstamm arbeitete. Zur ersten Generation dieser Spielerinnen gehörte neben Daniela Aguzzi, Melina Cozzi, Romina Dreisch, Ivana Eliges, Florencia Ibarra, Celeste Meccia, Valeria Miranda, Jésica Presas und Fernanda Roveta auch Imbrogno. Von ihrer ersten Berufung blieb sie bis zu ihrem letzten Einsatz ohne Unterbrechung sechs Jahre lang Teil der Nationalmannschaft. Ihre ersten Einsätze hatte Imbrogno bei den Panamerika-Meisterschaften 2008, wo Argentinien als viertplatzierte Mannschaft noch knapp eine Medaille verpasste. Diese gewann Imbrogno schließlich im Jahr darauf bei den Südamerikanischen Beach Games 2009 in Montevideo mit ihrer Mannschaft im kleinen Finale gegen Paraguay mit der Bronzemedaille. Nächstes Turnier waren erneut die South-American Beach Games 2011. Hier erreichten die Argentinierinnen das erste Mal ein internationales Finale, verloren dieses aber mit 0:2 gegen Brasilien. Bei den Panamerika-Meisterschaften 2012 konnte Imbrogno mit der Bronzemedaille ihre dritte internationale Medaille gewinnen. 2013 gab es nur ein Turnier in Uruguay.
2014 wurde ein besonders aktives Jahr. Zunächst gewann Imbrogno bei den Panamerika-Meisterschaften ihre dritte internationale Bronzemedaille und qualifizierte sich mit ihrer Mannschaft damit auch erstmals für eine Weltmeisterschaft. Im weiteren Jahresverlauf standen aber zunächst die South-American Beach Games an, wo die argentinische Mannschaft das erste Mal ein Finale erreichte und sich in Vargas nur noch den Gastgebern aus Venezuela geschlagen geben musste. Weniger erfolgreich verliefen die ersten Weltmeisterschaften in Recife im Nachbarland Brasilien. Argentinien belegte den elften und damit vorletzten Platz, konnte einzig Australien hinter sich lassen. Nachdem Imbrogno 2015 mit Argentinien noch beim Anden-Cup gestartet war, beendete sie anschließend ihre Nationalmannschaftskarriere. Auch wenn die größeren Erfolge des argentinischen Beachhandballs erst nach Imbrognos Nationalmannschaftskarriere erreicht wurden, hat sie einen gewichtigen Teil zur Entwicklung des Sports in Argentinien beigetragen.

## Erfolge
| Weltmeisterschaften - 2014: 11. Pan-Amerikanische Meisterschaften - 2008: 4. - 2012: 3. - 2014: 3. | Südamerikanische Beach Games - 2009: 3. - 2011: 2. - 2014: 2. Andencup - 2015: 1. (Team A) |